# Caja móvil

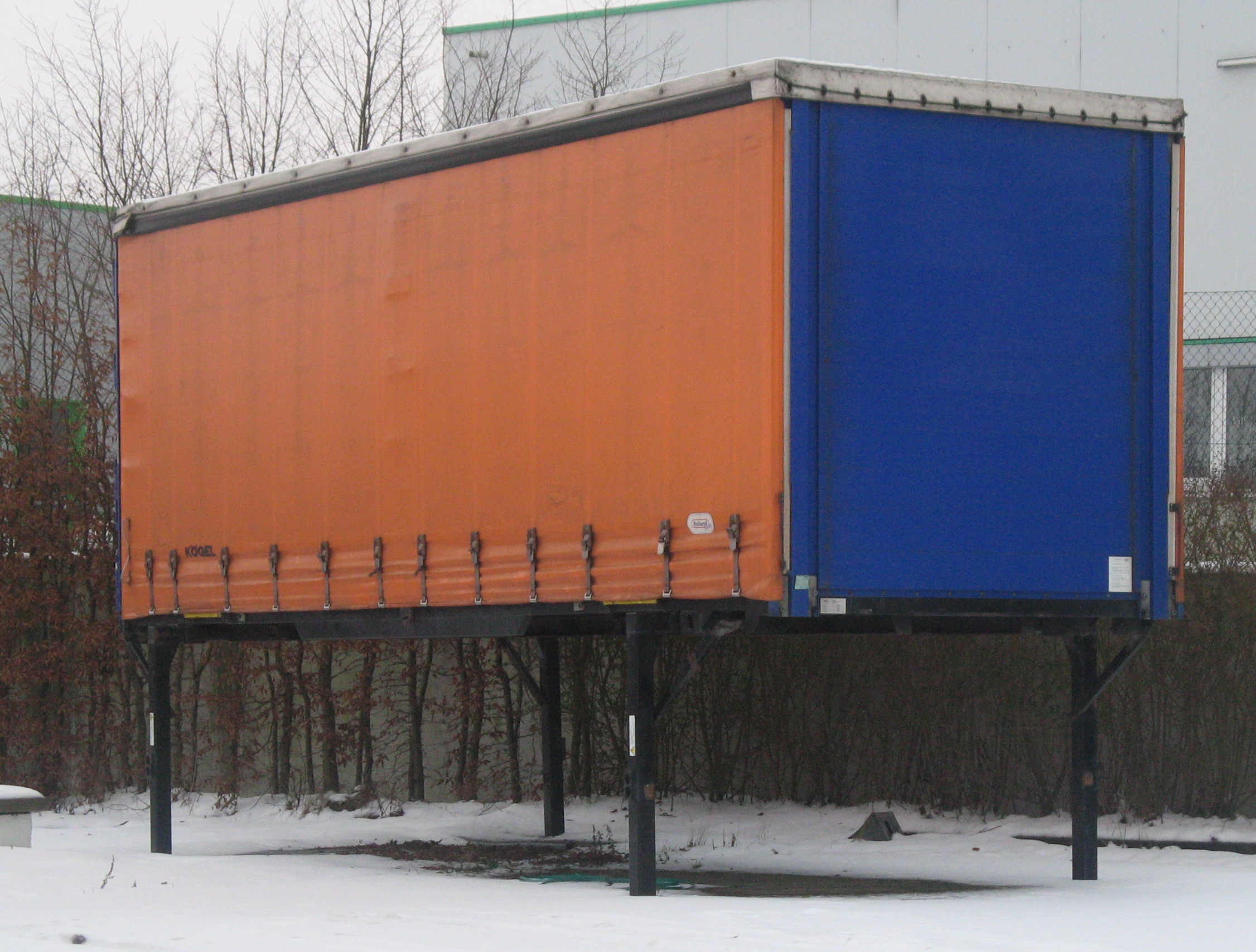
Caja móvil con lonas laterales, descansando sobre sus cuatro patas pleglables.

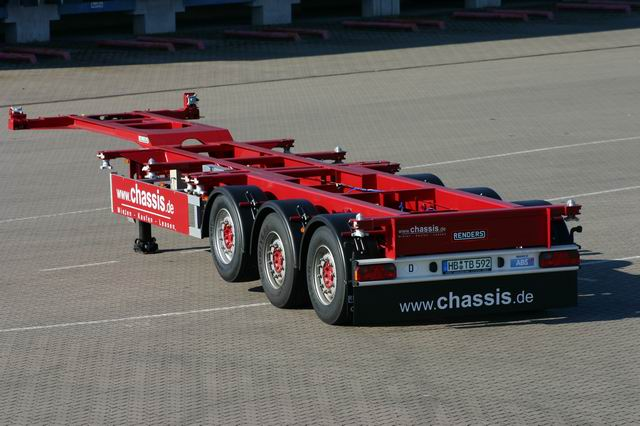
Semirremolque para caja móvil de 40 pies.

Una caja móvil es una «unidad de transporte intermodal» (UTI) generalmente utilizada en el transporte intermodal terrestre (ferrocarril-carretera). Puede izarse y retirarse de un camión, apoyarse en cuatro patas plegables de la misma altura que el vehículo o puede izarse para colocarlo directamente en un vagón de ferrocarril. La caja móvil se puede separar fácilmente del vehículo que la transporta; el trasbordo de un modo de transporte a otro se realiza con relativa rapidez (una media hora) por el propio conductor del camión.
La mayoría de las cajas móviles tienen «cantoneras» para los twistlocks a la misma distancia que un contenedor ISO de 20'. Esto permite el transporte en vehículos diseñados para contenedores marítimos. Para poder utilizar una caja móvil en transporte combinado (intermodal ferroviario-carretera) deben existir unos puntos de enganche en la parte inferior para los ganchos con los que se puede levantar el conjunto (Norma UIC 592-4). También existen otras de variantes con puntos de sujeción en la parte superior desde los que se puede izar la unidad.

## Antecedentes
En el ámbito del transporte de mercancías, los contenedores aparecieron a principios de los años cincuenta del siglo XX. En ese momento, el agente de carga de Estados Unidos, Malcom McLean, comenzó a transportar mercancías en cajones cerrados que permitían el trasbordo más rápido de las cargas. Su iniciativa progresó y dio lugar a los contenedores marítimos o contenedores ISO, que se utilizan hoy día y son parte indispensable del transporte internacional. En Europa, a principios de la década de 1950, la Oficina Federal de Correos de Alemania comenzó con la introducción del llamado «contenedor Weber»; se trataba de contenedores de paquetes estandarizados para vehículos de carretera y ferrocarril, que se colocaban precargados en los camiones. Ambas ideas pretendían encontrar una manera de acortar el tiempo dedicado a la manipulación de las mercancías y evitar así los largos tiempos muertos de los vehículos utilizados.
En 1971, el grupo logístico alemán Dachser desarrolló la caja móvil con patas de apoyo plegables o telescópicas. Hasta entonces, para hacer el trasbordo de una caja móvil se requería una grúa o un camión grúa con elevador lateral. Al ser un desarrollo europeo, las dimensiones de la caja móvil se adaptan al tamaño del palé europeo. Hoy en día, también hay cajas móviles de doble piso; se puede aprovechar más el volumen interior cargando los dos pisos, sin tener que apilar los palés directamente uno encima de otro.

## Características
Las cajas móviles son muy similares a los contenedores utilizados en transporte marítimo; es más, su diseño se basa en un contenedor. Una caja móvil normalmente tiene las dimensiones externas de un contenedor, con los twistlock en las cuatro esquinas inferiores, de forma que pueden colocarse y encajar en el mismo tipo de camiones, remolques y vagones de ferrocarril diseñados para el transporte de contenedores marítimos. Sin embargo, a la dimensión interna de los contenedores (2,33 m de ancho) le faltan solo unos centímetros para acomodar dos o tres palés de tamaño europeo (0,8 m × 1,2 m o 31,5 pulgadas × 47,2 pulgadas) sin desaprovechar el espacio. Para optimizar el transporte de palés, las cajas móviles se construyen del ancho máximo permitido para camiones y vagones de ferrocarril estándar, con distintas longitudes, para no dejar espacio vacío.
Por otra parte, una caja móvil tiene menor resistencia que un contenedor y, generalmente, no puede ser izada con un spreader. Para manipularla lleva en el borde superior unos «puntos de sujeción» donde se engancha la grúa. Dada su baja resistencia tampoco suelen ser apilables en Europa. Además, pueden tener puertas laterales o cortinas de lona para facilitar las tareas de carga y descarga.
Para el transporte ferroviario, las cajas móviles deben cumplir las normas UIC 592 y UIC 596, que, entre otras cosas, regulan los dispositivos de elevación (sección UIC 592-4) y el marcado y la codificación (sección UIC 596-6).
La mayoría de las cajas móviles están equipadas con cuatro patas plegables hacia arriba debajo de su marco. Estas patas permiten cambiar, o intercambiar, la caja de un vehículo a otro, o dejar la caja móvil en un destino, sin utilizar grúas o maquinaria apiladora. Pueden tener más puertas o paneles deslizantes que las cajas rígidas de los camiones, vagones de ferrocarril o contenedores marítimos; esta característica hace que la descarga y la carga sean más rápidas y fáciles. Obviamente, una caja móvil está provista de cerradura.

## Tipos de cajas móviles
Hay muchos tipos y tamaños diferentes de caja móvil; suelen ser de 2,50 o 2,55 metros de ancho, un poco más que los 8 pies (2,44 m) propios de los contenedores marítimos, pero dentro de las dimensiones máximas para el transporte por carretera.
En cuanto a su longitud, se distinguen dos categorías: A y C. Una caja móvil de categoría A tiene 12 metros o más; mientras que una de la categoría C es  más ancha o más larga que un contenedor de 20'(6,058 m). 

### Versión clásica
La versión clásica de una caja móvil es similar a un contenedor marítimo, pero está fabricada mucho más liviana y, por lo tanto, no es apilable. Las dimensiones son generalmente optimizadas para el transporte de palés de tamaño europeo. Las paredes (y el techo) también pueden diseñarse como una cubierta de vela. Por lo general, cuentan con patas plegables, de modo que un camión puede «abandonar» la caja al bajar la suspensión neumática del remolque. Para el transporte por ferrocarril, se requieren «cantoneras» para los twistlock y puntos de enganche en la parte inferior para las grúas.

### Versión apilable
No todas las cajas móviles son apilables; se han desarrollado versiones apilables porque resulta muy práctico en el transporte por barco. Es posible apilarlas en seis alturas (en terminales de transbordo y embarcaciones de navegación interior); sin embargo, en condiciones difíciles (como en el mar), solo pueden apilarse dos unidades. Estas unidades también pueden izarse con grúas y spreader gracias a las cantoneras superiores.

## Galería

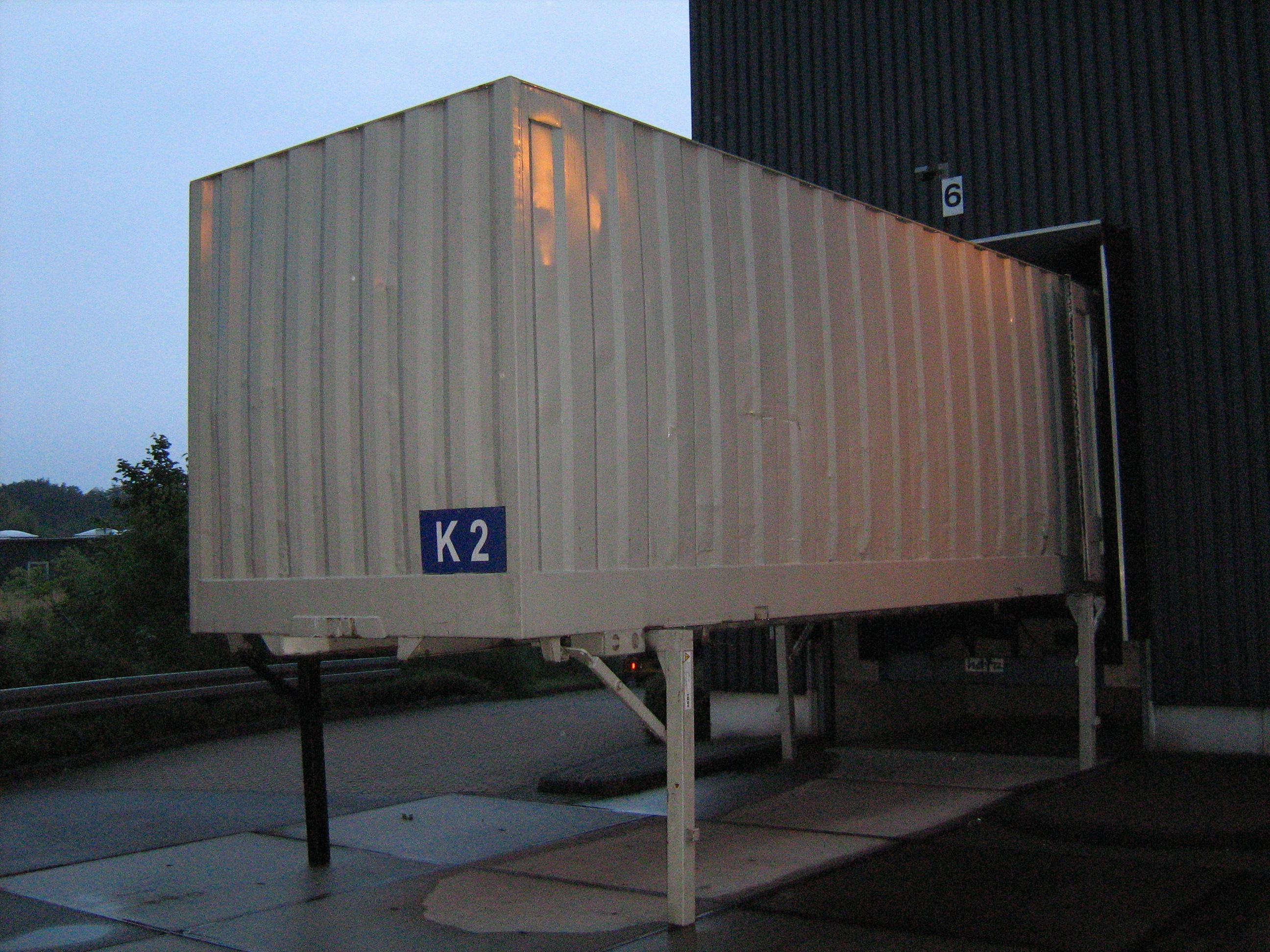
Caja móvil en un muelle.
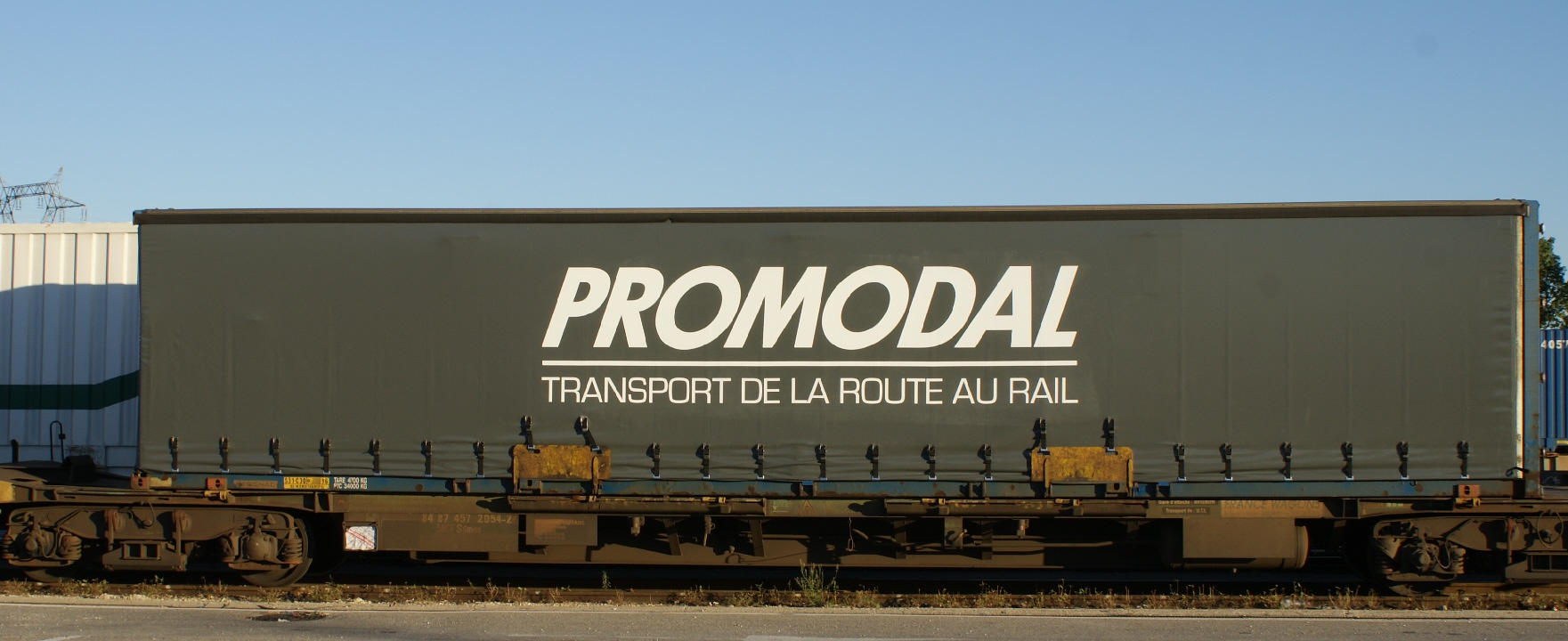
Caja móvil categoría C
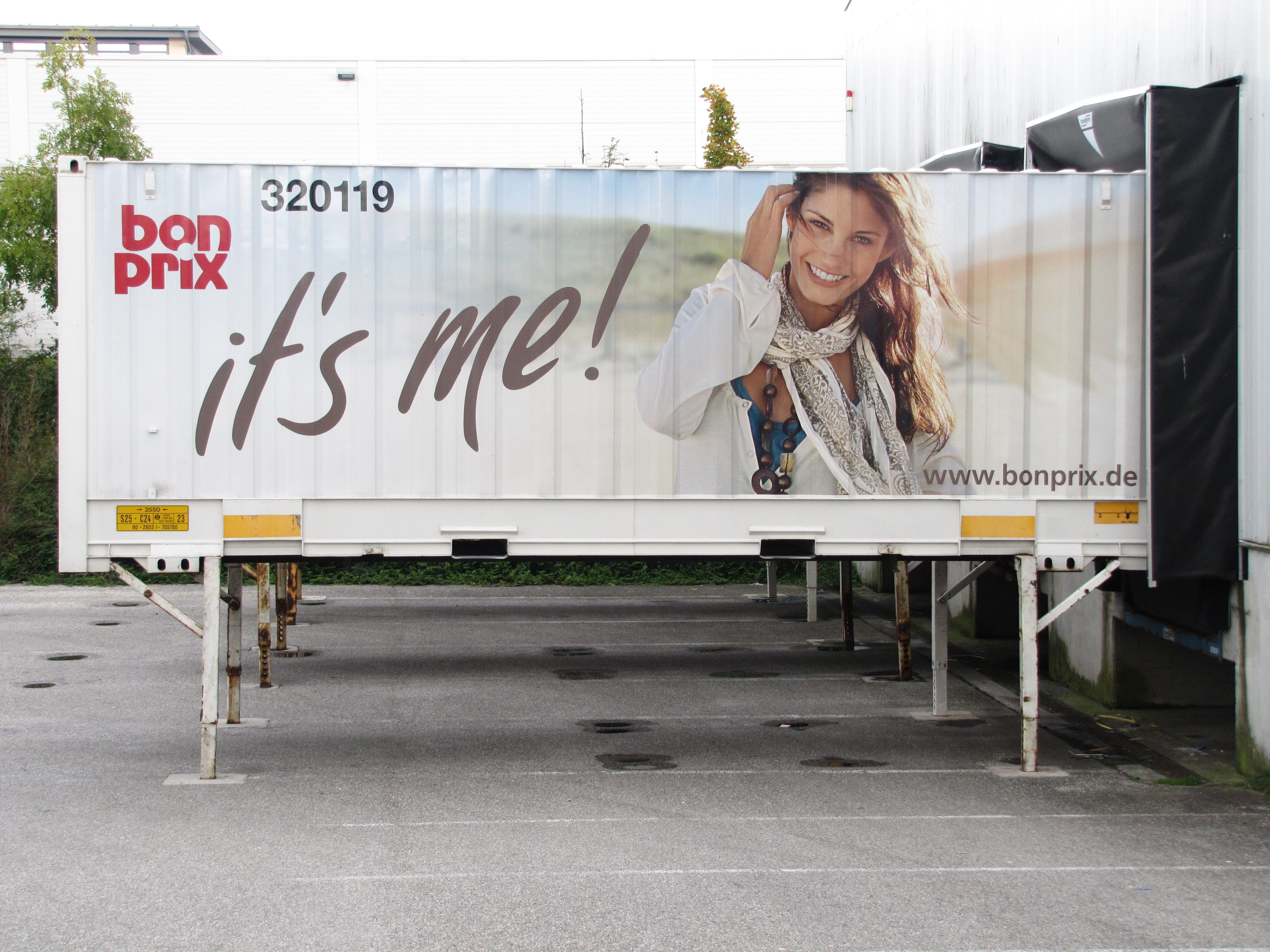
Caja móvil categoría A
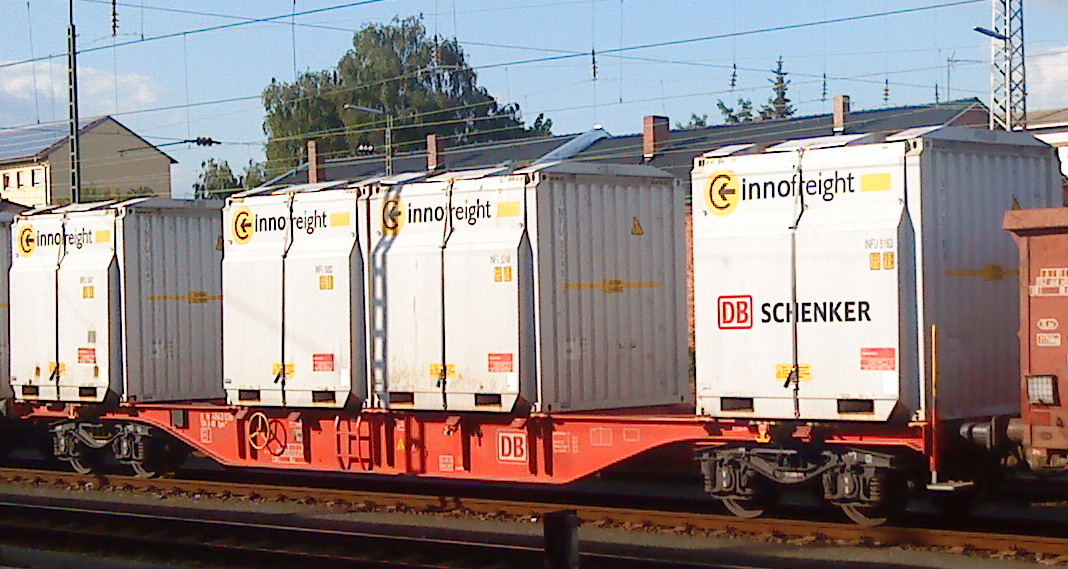
Cajas móviles sobre vagones plataforma
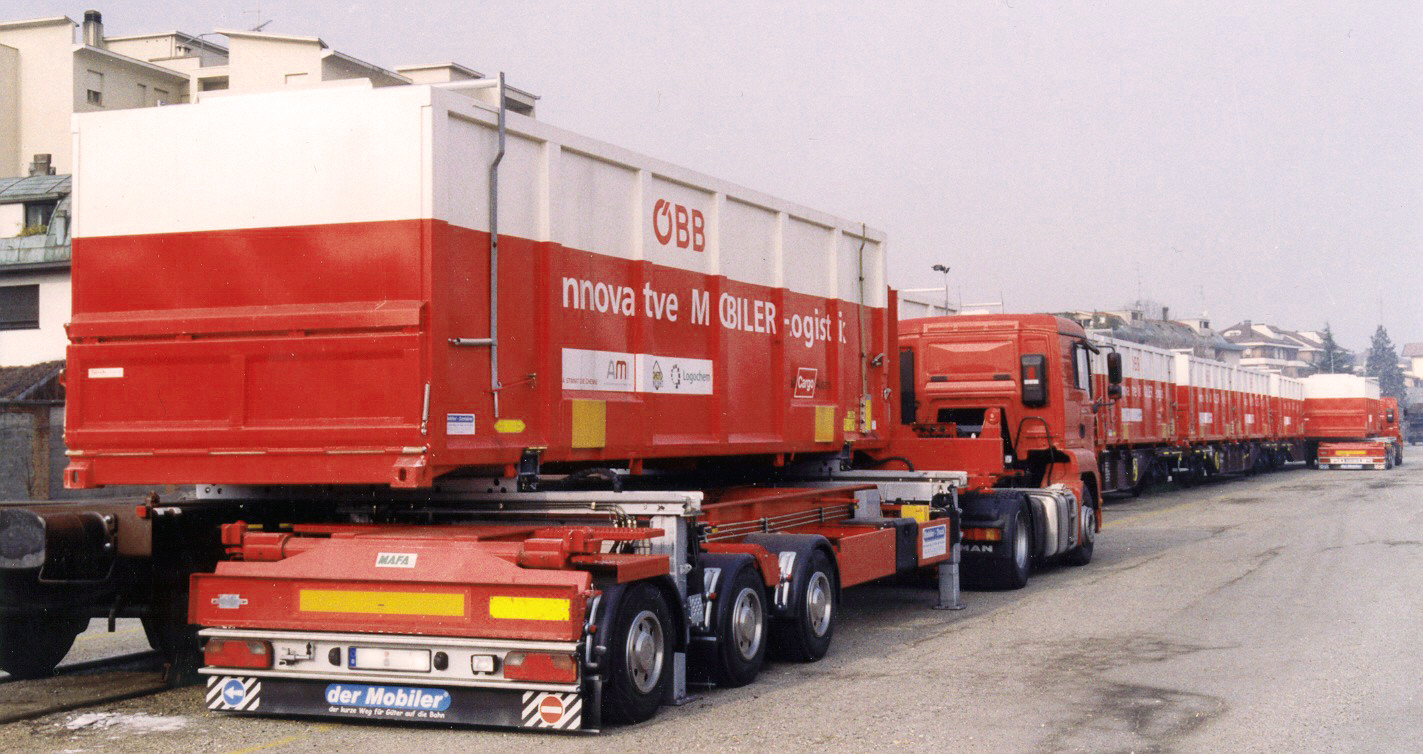
Sidelifter trasladando un contenedor desde el semirremolque hasta un vagón-plataforma.